# Ованес Цорцореци
Оване́с Ерзнкаци́ (Цорцореци́) (арм. Հովհաննես Երզնկացի (Ծործորեցի), ок. 1270—1338), — армянский философ, грамматик, поэт, переводчик, педагог и церковно-общественный деятель. Видный представитель Гладзорской школы и один из основателей Цорцорской школы. Последователь движения армянских униатов.

## Жизнь и творчество
Родился примерно в 1270-х годах, в городе Ерзнка или недалеко от неё. Начальное образование получил в церковных школах области Екехяц, продолжил обучение в Гладзорском университете. После окончания учёбы продолжил работать там же и стал соратником своего учителя Есаи Нчеци. Постепенно увлёкся католицизмом, стал разделять идеи объединения церквей. В 1306 году переехал в Артаз, в армяно-католический монастырь Цорцора, где прославился как искусный писарь, баснописец, философ и лингвист. В 1316 году участвовал в церковном соборе в Адане, на котором было принято решение об унии с католической церковью. В 1317 году был принят в Авиньоне римским папой Иоанном XXII. В 1320-х годах инициатива в деле пропаганды католицизма перешла к доминиканцам и Ованес, после долгих колебаний, в начале 1330-х годов присоединился к Крнийской доминиканской конгрегации. Написал один грамматический трактат, ряд предисловий и толкований философских трудов, проповеди, стихи. Способствовал распространению католичества в Армении, был в тесных отношениях с Варфоломеем Болонским. В 1321 году, по указанию Иоанна XXII, перевёл на армянский сочинение Фомы Аквинского «Книга семи таинств» — один из первых переводов трудов Аквинского в мировой литературе. Умер в 1338 году, могила предположительно находится в монастыре Ахпат.
Был подвержён влиянию философских и теологических взглядов Фомы Аквинского (что особо ярко выделялась в попытках Цорцореци отделить науку от религии). Одновременно, продолжая тезисы армянской философии, считал всё сущное в мире изменчивым, как результат одновременного присутствия противоположностей (как в человеческом обществе, так и в природе). Критиковал платонические взгляды о взаимоотношениях души и тела, рассматривая душу как часть природы, а человека как гармоничное сочетание души и тела. В вопросах мировоззрения придерживался идеализма. Считал мир "узнаваемым": согласно ему, истину можно распознать тремя способами: инстинктом, опытом и разумом.
В литературном творчестве чувствуется влияние Нерсеса Шнорали (продолжил написанное им толкование «Евангелия от Матфея», по примеру Шнорали посвятил поэму армянскому алфавиту). Написал несколько церковных песен различных жанров — шараканы, гандзы, и т.д., пользовался доступным простому народу языком. Вёл активную педагогическую деятельность, согласно свидетельствам его современников «стал учителем множества мудрецов». В образовательных целях делал копии научных, грамматических и философских трудов и писал комментарии к ним, сочинял стихотворные басни и загадки поучительного содержания. Автор труда «Краткая грамматика» (арм. «Համառոտ տեսութիւն քերականի», буквально «Краткий обзор грамматики»), в котором содержатся определения грамматических, лингвистических и литературных терминов. Владел латынью, греческим и персидским.
Ованеса Цорцореци долгое время путали с его старшим современником и одноимённым поэтом и философом, по прозвищу Плуз.

## Основная литература
- Ованес Ерзнкаци (Цорцореци) = Հովհաննես Երզնկացի (Ծործորեցի) // АСЭ. — Ереван, 1980. — Т. 6. — С. 558—559.
- Ованес Ерзнкаци Цорцореци = Հովհաննես Երզնկացի Ծործորեցի // Энциклопедия «Христианская Армения». — Ереван, 2002. — С. 619. Архивировано 1 октября 2015 года.
- Срапян А. Плуз и Цорцореци Ованесы Ерзнкаци = Պլուզ և Ծործորեցի Հովհաննես Երզնկացիներ // Бюллетень общественных наук АН АрмССР. — Ереван, 1957. — № 5. — С. 117—124.
- С. С. Аревшатян. Глава I. Научно-литературная деятельность католических центров Восточной Армении в XIV веке (Цорцорская и Кырнайская школы) // К истории философских школ средневековой Армении (XIV в.). — Ереван: Изд-во АН АрмССР, 1980. — 79 с.
- М. Х. Абегян. Философы и Ованес Ерзнкаци или Плуз // Труды. — Ереван: Изд-во АН АрмССР, 1970. — Т. 4. — С. 342—356.
- Ованнес Цорцореци. Толкование Евангелия от Матфея (Մեկնութիւն Աւետարանին որ ըստ Մատթէի: (Ե 18-ԻԸ 20). – Эчмиадзин: Изд-во Первопрестольного  Св. Эчмиадзина, 2009 (на арм. яз.)

#### Онлайн издания трудов
- Истолкование Евангелия от Матфея, написанное св. Нерсесом Шнорали до номера 17 пятой главы и отсюда законченное блаженным Иоанном Ерзнкаци, что именуется Цорцореци = Մեկնութիւն Սուրբ Աւետարանին Որ Ըստ Մատթէոսի Արարեալ ի սրբոյն Ներսիսէ Շնորհալւոյ մինչ ի համարն 17. հինգերորդ գլխոյն. եւ անտի աւարտեալ յերանելւոյն Յօհաննու Երզնկացւոյ` որ և կոչի Ծործորեցի. — Константинополь, 1825. — 658 с.
- Истолкования пророчества Даниила: Вардан Аревелци, Ованес Цорцореци, Товма Мецопеци = Մեկնութիւնք Դանիլլի մարգարէութեան. Վարդան Արեւելցի, Յովհաննէս Ծործորեցի, Թովմա Մեծոփեցի. — Вагаршапат, 2007. — 360 с.